# Valkai András
Valkai András (1540–1587) krónikaíró Erdélyben; kalotaszegi, magyarvalkói származású; Báthory István híve volt. Életéről keveset tudunk, művei azonban jelentőségre tettek szert.

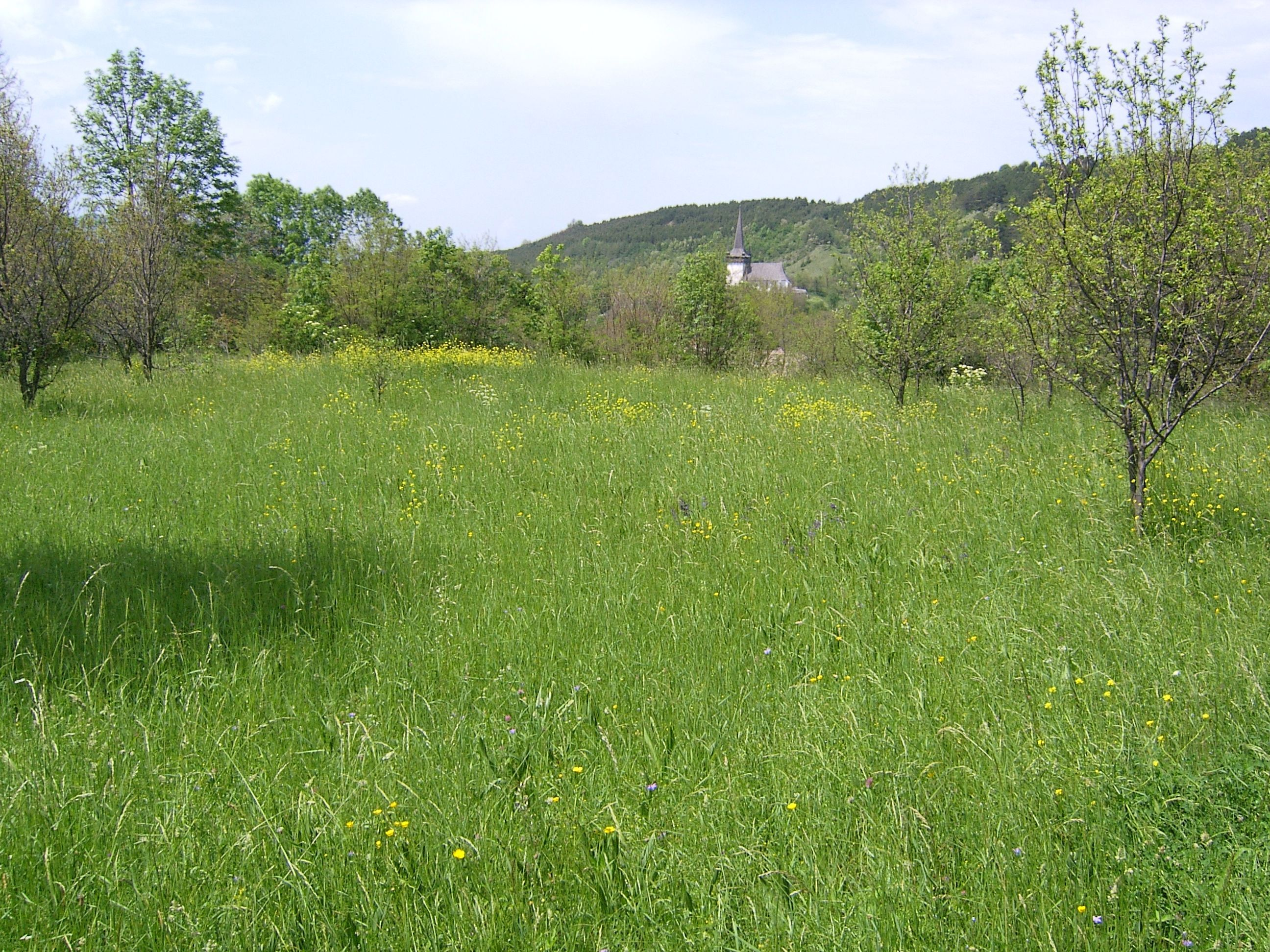
A Valkai család egykori birtoka Magyarvalkón

## Életrajza
Ősei már a 15. században is Kalotaszeg ismert családjai közé tartoztak. Apja, István birtokos nemes, anyja Szentpáli Borbála, a feltételezések szerint a vízaknai királybíró családjából származott. Valkai András 1568-ban kötött házasságot Kecseti Zsófiával, és két fiuk született, Boldizsár és Zsigmond.
A kolozsvári unitárius főiskolai tanulmányait követően a gyulafehérvári fejedelmi kancellária írnoka volt, Csáki Mihálynak, János Zsigmond erdélyi fejedelem nevelőjének keze alatt.
A törvénykezési időszakban a fejedelmi székhelyen lévő irodájában tartózkodott, ahol országgyűlési végzések, diplomáciai, hadi és pénzügyi megbízatások, adománylevelek írásával foglalkozott. Báthory István erdélyi fejedelem 1586-ban bekövetkezett haláláig a fejedelem ítélőszékének ülnöke.
Történeti históriái maradtak fenn. Bánk bán című történeti históriájának sikeres ősbemutatója Magyarbikalon és a kolozsvári Magyar Színházban volt 1980-ban Naszódi Irén bikali műkedvelő csoportja által, zenét írt hozzá Vermesy Péter.

## Művei
- Cronica, avagy szép historiás Enec, Miképpen Hariadenus, Tengeri toluay, Barbarossa, és Bassaua löt, És miképpen ez által Sulimann Császár à Tengert, soc földeket, varakat, és városokat, Es meg vötte Tunetum Királyi birodalmat, Midőn az országbeliec egyenetlenségből veszédnénec egymással. Kolozsvár, 1573
- Bánk bán históriája – teljes címe: Az Nagysagos Bank Bannak Historia, mikepen az András Király felesége, az Bank Ban iambor hytes feleseget az eczeuel meg szeplösittete: S-miképpen Bank ban az ő iambor hytesenek meg szeplosytteteseért az Kiralne aszszont le vagta. Debrecen, 1574 (megjelent még Kolozsvárott, Heltai Gáspár Cancionaléjában), újabb kiadásai: Debrecen, 1580, Kolozsvár, 1580)
- A magyar királyok eredetéről – teljes címe: Genealogia historia Regum Hungariae ab Adam Protoplasta ad Serenissimum usque Johannem Secundum Regem, etc. Az Az Magyar Királyoknac eredetekről és nemzetségekről való szép Historia, Az első Adamtol fogua, az Felséges masodic Janos Kiralyig: Mellyet az ő hazaihoz, és Feidelméhez való hiuséggel Magyar versekbe szerzet Walkay Andras. Kolozsvár, 1576
- Históriás ének az nagy ur Bank banról; kiad. Rexa Dezső; hasonmás kiad.; Wodianer Ny., Budapest, 1922
- Bánk Bánnak históriája; Debrecenben 1574-ben megjelent példánya után közli és bevezette Ballai Károly; Medvei, Budapest, 1930
- Valkai András, Görcsöni Ambrus, Majssai Benedek, Gergei Albert, Huszti Péter énekei, Eurialus és Lucretia históriája, Telamon históriája, Bogáti Fazakas Miklós folytatása Görcsöni Ambrus históriájához. 1567–1577; szerk. Varjas Béla, sajtó alá rend. Horváth Iván et al., Akadémiai, Budapest, 1990 (Régi magyar költők tára)